# Sun Art Retail Group
Die Sun Art Retail Group Limited ist eine Investmentholding mit Sitz in Hongkong. Wichtigster Geschäftszweig ist der Betrieb von Supermärkten bzw. SB-Warenhäusern. Gemessen am Umsatz ist die Sun Art Retail Group der größte Betreiber solcher Märkte in der Volksrepublik China (Stand 2017).
Der Marktanteil von Sun Art in Festlandchina lag 2017 bei 8,2 %, vor Vanguard (+Tesco) mit 6,4 % und Wal-Mart mit 5,1 %. 2012 lag der Anteil von Sun Art bei 12,8 %, damit vor Wal-Mart mit 11,2 % und Carrefour mit 8,1 %. Zum Stichtag 30. Juni 2013 betrieb Sun Art 284 Standorte, verteilt auf 26 von 31 chinesischen Provinzen, autonomen Regionen bzw. Gemeinden. Mit mehr als 118.000 Mitarbeitern erzielte die Gruppe im Jahr 2012 einen Umsatz von 12,34 Milliarden US-Dollar. 2019 betrug der Umsatz 13,8 Mrd. Dollar, die Mitarbeiterzahl 146.683.
Das im Jahr 1998 an den Start gegangene (formell als Sun Art Retail Group im Jahr 2000 gegründete) und seit 2011 börsennotierte Unternehmen war bis 2017 im Wesentlichen ein Gemeinschaftsunternehmen der taiwanischen Kette RT-Mart mit der französischen Kette Auchan und trat im Hauptgeschäftsfeld Supermärkte/SB-Warenhäuser nach außen unter diesen zwei Markennamen auf. RT-Mart wird vom taiwanischen Immobilienkonzern Ruentex von Samuel Yin kontrolliert, Auchan von der Familie Mulliez.
Im November 2017 gab die chinesische Alibaba Group eine Vereinbarung zur Übernahme des Großteils der direkt und indirekt von Ruentex gehaltenen Anteile für umgerechnet 2,5 Milliarden Euro bekannt.
Auchan hält künftig 36,18 %, Alibaba 36,16 % und Ruentex 4,67 % der Anteile.